# Alejandro Bortolussi
Alejandro Daniel Bortolussi Saluzzo (Rosario,  Argentina, 28 de julio de 1989) es un jugador de baloncesto argentino nacionalizado español que juega en la posición de ala-pívot. 

## Trayectoria
Bortolussi aprendió a jugar al baloncesto en el club Sportivo Náutico Avellaneda. Llegó a España con 15 años, sumándose a la cantera del Unicaja Málaga, club con el que sería campeón de España junior.
Jugó su primer partido como profesional en enero de 2009 para el Clínicas Rincón de la Liga LEB Oro, la segunda división del baloncesto español. Posteriormente jugaría en el Club Baloncesto Estepona y en el Estudiantes Lugo Leyma Natura en Liga EBA, antes de retornar a la LEB de la mano del CB Breogán, donde actuaría por tres temporadas disputando 27, 25 y 30 partidos respectivamente en cada una de las temporadas.
En 2014 desciende a Liga LEB Plata para jugar en Amics del Bàsquet Castelló, consiguiendo el ascenso a LEB Oro con el conjunto castellonense. En la temporada 2015-16 disputaría 30 partidos en LEB Oro con el Amics Castello.
En verano de 2016 vuelve a la LEB Plata para firmar con el Fundación Club Baloncesto Granada, donde jugaría durante dos temporadas, consiguiendo en la segunda (2017-18) el ascenso a la LEB Oro, convirtiéndose así en un especialista en ascensos.
En el verano de 2018 renueva con los andaluces, regresando una vez más a la LEB Oro.
En las filas del conjunto granadino jugaría durante cinco temporadas, donde llegó a disputar el Play Off a la Liga Endesa de la temporada 2020-21, registrando en esa campaña 476 puntos en un promedio de más de 25 minutos disputados por partido y cazando más de cinco rebotes de media.
El 12 de agosto de 2021 firma su incorporación al UBU Tizona de la Liga LEB Plata.
Se retiró de la actividad al final de la temporada 2022-23, pero, tras un año sin jugar, en octubre de 2024 volvió a las canchas como jugador del CB La Zubia, un equipo de la Tercera FEB.

### Equipos
| Etapa formativa             |           |                 |
| Náutico Sportivo Avellaneda | Argentina | 1995 - 2003     |
| Unicaja de Málaga           | España    | 2003 - 2008     |
| Carrera profesional         |           |                 |
| CB Axarquía                 | España    | 2009            |
| CB Estepona                 | España    | 2009 - 2010     |
| Estudiantes Lugo            | España    | 2010 - 2011     |
| CB Breogán                  | España    | 2011 - 2014     |
| Amics del Bàsquet Castelló  | España    | 2014 - 2016     |
| Fundación CB Granada        | España    | 2016 - 2021     |
| UBU Tizona                  | España    | 2021 - 2023     |
| CB La Zubia                 | España    | 2024 - Presente |